# King of the Delta Blues Singers
A King of the Delta Blues Singers egy válogatásalbum Robert Johnson 1936 – 1937 között készített felvételeiből. Az album 1961-ben jelent meg. 1982-ben beiktatták a Blues Hall of Fame-be, a műfaj halhatatlan lemezei közé. 2020-ban Minden idők 500 legjobb albuma listán 374. helyen szerepelt.

## Számok
1. Cross Road Blues
2. Terraplane Blues
3. Come On In My Kitchen
4. Walking Blues
5. Last Fair Deal Gone Down
6. 32-20 Blues
7. Kind Hearted Woman Blues
8. If I Had Possession Over Judgement Day
9. Preaching Blues (Up Jumped the Devil)
10. When You Got a Good Friend
11. Rambling on My Mind
12. Stones in My Passway
13. Traveling Riverside Blues
14. Milkcow's Calf Blues
15. Me and the Devil Blues
16. Hellhound on My Trail